# Maikon Palacios
Maikon Palacios (Chigorodó, Antioquia, Colombia; 7 de abril de 1989) es un futbolista colombiano. Juega de delantero.

## Clubes
| Club                     | País        | Año         | Part | Goles |
| ------------------------ | ----------- | ----------- | ---- | ----- |
| Universitario de Popayán | Colombia    | 2008        |      |       |
| Deportes Quindío         | Colombia    | 2009        |      |       |
| Universitario de Popayán | Colombia    | 2009 - 2011 | 4    | 0     |
| Expreso Rojo             | Colombia    | 2011        | 17   | 2     |
| Llaneros                 | Colombia    | 2012        | 6    | 1     |
| Expreso Rojo             | Colombia    | 2014        | 31   | 11    |
| Unión Magdalena          | Colombia    | 2015        | 7    | 0     |
| Valledupar F.C.          | Colombia    | 2015        | 11   | 1     |
| Juventud Independiente   | El Salvador | 2016        | 11   | 1     |
| Llaneros                 | Colombia    | 2017        | 9    | 1     |